# NGC 6191
NGC 6191 في الفهرس العام الجديد، هي مجرة، تقع في كوكبة . اكتشفت .

## روابط خارجية
- NGC 6191 على موقع ويكي سكاي: DSS2, SDSS, GALEX, IRAS, Hydrogen α, X-Ray, Astrophoto, Sky Map, Articles and images